# Pavillon Habib Bourguiba
Le pavillon Habib Bourguiba est l'une des résidences étudiantes de la Maison de la Tunisie à la Cité internationale universitaire de Paris. Baptisé du nom du premier président de la Tunisie, Habib Bourguiba, son ouverture en août 2020 permet à la Maison de la Tunisie de loger, dans ses deux bâtiments, quelque 200 étudiants et chercheurs.
Le pavillon dispose, outre les chambres, d'espaces ouverts au public: un auditorium de 250 places, une salle de lecture et un salon de thé donnant sur le parc.
Sa construction, pilotée par Benoît Le Thierry d‘Ennequin, architecte de l'agence Explorations Architecture, a coûté 16,6 millions d'euros.
C'est l'un des dix pavillons que prévoit le projet Cité 2025 qui vise à ce que quelques 8 000 étudiants logent à la Cité internationale en 2025, un siècle après sa création.

## Visibilité
Situé au point haut du terrain alloué à la Tunisie, le Pavillons est bien visible des automobilistes qui prennent chaque jour cette section méridionale du boulevard périphérique de Paris.
Comme tous les pavillons de la Cité internationale, celui-ci vise à évoquer le pays hôte et à en donner une image positive.
Il ne fait pas référence à un style architectural ou une époque spécifiques : une double peau en aluminium découpé au laser sur la façade-écran est basée sur les 1 892 lettres peintes par le calligraphiste tunisien Shoof, illustrant à la fois la calligraphie arabe et le moucharabieh traditionnel en Tunisie.
Cette façade protège les résidents à la fois d’un ensoleillement qui est plein sud et, la nuit, du bruit de la circulation automobile du périphérique voisin.

## Agencement
Les façades ondulées limitent les nuisances sonores, tout en donnant à chaque chambre un point de vue unique.
À l’intérieur du pavillon, chambres et espaces publics sont séparés, comme le spécifie le maître d’ouvrage, et donnent sur un puits intérieur lumineux commun, favorisant les échanges entre étudiants.
Le rez-de-chaussée accueille la salle d'études, dans sa zone publique. Le hall d'entrée, en double hauteur, est situé à la convergence de l'auditorium, de la salle de lecture et du salon de thé.
Les chambres bénéficient d’une fenêtre panoramique. Elles sont aménagées avec des meubles intégrés aux formes courbes (douche, penderie). Le bureau vient s’adosser à la façade et se prolonge en banquette, puis en lit. Les meubles sont réalisés sur mesure en bois clair.